# ゾルゲ県
ゾルゲ県（ゾルゲけん、チベット語: མཛོད་དགེ་、簡体字: 若尔盖县、繁体字: 若爾蓋縣）は中華人民共和国四川省アバ・チベット族チャン族自治州の最北部に位置する県。県政府所在地は達扎寺鎮。

## 地理
ゾルゲ県はチベット高原の北東端、四川省・甘粛省・青海省の省境付近に位置する。北緯は32度56分から34度19分、東経102度08分から103度29分。
県の中心である達扎寺鎮は成都市からの距離498km、蘭州市からの距離は513km。甘粛省ルチュ県との境には、チベット仏教の寺院や鳥葬台のある郎木寺（タクツァン・ラモ）の町があり、観光地となっている。
東部は大陸性の温帯気候で、岷山山脈などの高山と峡谷、高山帯の泥炭地とツンドラからなるゾルゲ湿原などがある森林地帯になっている。ドール、キガシラウミワシ、オグロヅルなどの生息地であるゾルゲ湿地は2008年にラムサール条約登録地となった。一方、西部は高山気候で、チベット高原上の丘陵地帯に草原が広がる。達扎寺鎮は南に流れる長江水系と北へ流れる黄河水系の分水界上にある。
主な民族は人口の90%を占めるチベット人で、その他漢族、回族、羌族などが住む。

## 歴史
この地は中国とチベットの勢力のぶつかる部分で、隋代には汶山郡の下に通軌県が設置されたが、その後吐蕃の領内に組み込まれた時期もあった。中華民国が成立すると松潘県の一部とされたが、1956年7月にゾルゲ県が新設された。県名はチベットより派遣された大管家（若耿、方言転写は若爾蓋）に由来する。

## 行政区画
| 区分 | 数 | 名称                                             |
| ---- | -- | ------------------------------------------------ |
| 鎮   | 7  | 達扎寺 タンゴル（唐克） 紅星 轄曼 巴西 阿西 鉄布 |
| 郷   | 6  | 麦渓 嫩哇 占哇 降扎 求吉 包座                    |

## 交通

### 道路
国道
- G213国道

## 観光
- ゾルゲ草原（若尔盖草原）[3]：湿地でもあり、ゾルゲ湿原とも呼ばれる。
- 花湖：標高3468mの高原の湿地帯に拡がる大きな湖
- 黄河九曲第一湾：黄河の源流地域で、唐克郷索克藏寺から遠景を見ることが出来る[4]。ヘリコプター運航での低空観光の実証プロジェクトも開始されている[5]
- 熱爾大草原（热尔大草原）
- 降扎温泉
- 巴西会議レッドツーリズム地区（巴西会议红色旅游景区）：1935年9月毛沢東、劉少奇、彭徳懐含む14名が集まり、紅軍（中国工農紅軍）第四方面軍が長征の途中において戦略方針と部隊再編成、地元民族への宣伝強化、共産党の革命拠点を四川西北部に築く方針などを決定した巴西会議会場跡、巴西記念館、勝利曙光観光センターなどがあり、2022年に国家3A級観光地と指定された
- 熱爾部落梅花鹿生態園（热尔部落梅花鹿生态园）景区：梅花鹿（学名ではニホンジカと同種）をテーマとしたエコツーリズム拠点

## 文化
- 達扎寺：チベット仏教ゲルク派寺院。達扎寺鎮の町の北側にある。
- タンゴル（唐克）郷・索克藏寺：黄河九曲第一湾が見渡せるチベット仏教寺院

## 健康・医療・衛生
- ゾルゲ県人民医院